# Bosselaerius hyrcanicus
Bosselaerius hyrcanicus — вид павуків родини Phrurolithidae. Описаний у 2020 році.

## Назва
Видова назва походить від Гірканії — історичної область на південному узбережжі Каспійського моря.

## Поширення
Вид поширений в Азербайджані та на півночі Ірану в провінціях Гілян, Мазендеран і Голестан.

## Опис
Чоловічий голотип сягав 2,25 мм, а жіночий паратип — 3,12 мм.